# Ятутув
Ятутув (пол. Jatutów) — село в Польщі, у гміні Замостя Замойського повіту Люблінського воєводства.
Населення — 663 особи (2011).
У 1975-1998 роках село належало до Замойського воєводства.

## Демографія
Демографічна структура станом на 31 березня 2011 року:
|          | Загалом | Допрацездатний вік | Працездатний вік | Постпрацездатний вік |
| -------- | ------- | ------------------ | ---------------- | -------------------- |
| Чоловіки | 322     | 62                 | 227              | 33                   |
| Жінки    | 341     | 51                 | 218              | 72                   |
| Разом    | 663     | 113                | 445              | 105                  |